# Jiří Herczeg
Jiří Herczeg (16. září 1969 – 27. července 2017 Praha) byl český právník, odborník na trestní právo. Od roku 2008 působil jako docent na katedře trestního práva Právnické fakulty Univerzity Karlovy v Praze. Působil rovněž jako advokát.

## Životopis
V letech 1987–1992 absolvoval Matematicko-fyzikální fakultu Univerzity Karlovy, v letech 1994–1999 Právnickou fakultu Univerzity Karlovy.
V letech 1994–1999 pracoval u Policie České republiky jako vyšetřovatel se specializací na hospodářskou kriminalitu.
Od roku 1999 působil jako advokát se specializací na trestní právo, ústavní právo, ochranu základních lidských práv a svobod a řízení před Evropským soudem pro lidská práva. V roce 2015 nastoupil jako advokát do pražské pobočky mezinárodní advokátní kanceláře White & Case do týmu vedeného Luďkem Chvostou Sr., který se věnuje soudním sporům a arbitrážím, a věnoval se především oblasti trestního práva a hospodářské kriminality, zejména problematice tzv. kriminality bílých límečků.
Od roku 2004 působil na katedře trestního práva Právnické fakulty UK jako odborný asistent, od roku 2008 tamtéž jako docent pro obor trestní právo, kriminologie a kriminalistiku.
Od roku 2005 byl členem pracovní komise pro trestní právo Legislativní rady vlády, od roku 2005 členem Sekce pro trestní právo a obhajobu České advokátní komory, od roku 2009 členem mezinárodní pracovní skupiny Univerzity Würzburg pro srovnávací trestní právo (IWAS).
Zemřel 27. července 2017 po pádu z okna bytu na tramvajové koleje na Senovážném náměstí v Praze, první zpráva byla přijata v 10:38, provoz tramvají linky 9 v obou směrech byl následně přerušen asi do 12:00 hodin. Po neúspěšných pokusech o resuscitaci byl ještě na místě prohlášen za mrtvého. Policie událost zaevidovala jako sebevraždu, protože podle ní zatím nic nenasvědčovalo tomu, že by se na události podílela třetí osoba nebo že by se jednalo o skutek, který zapříčinila nějaká třetí osoba úmyslně.

## Dílo

### Vědecké monografie
- Meze svobody projevu. 1.vydání. Praha : Orac, 2004, 143 s.
- Trestné činy z nenávisti. 1.vydání. Praha : ASPI, 2008, 260 s.
- Média a trestní řízení. 1.vydání. Praha : Leges, 2013, 288 s.

### Kapitoly v monografiích
- Gřivna, T., Polčák, R. (eds.): Kyberkriminalita a právo. Praha : Auditorium, 2008
  - kapitola 7: Dodatkový protokol k Úmluvě o počítačové kriminalitě týkající se kriminalizace činů rasistické a xenofobní povahy spáchaných prostřednictvím počítačových systémů.
- Tomášek M. et al.: Europeizace trestního práva. Praha : Linde 2009.
  - kapitola 2.7: Zákaz mučení, s. 201-219, Nelegální migrace, s. 262-269. Kapitola 4.2: Evropský zatýkací rozkaz, s. 340-354
- Šámal, P. a kol. Trestní zákoník : komentář, I. (§ 1–139). Praha : C.H. Beck, 2009
  - § 115 (Svémocné vzdálení), s. 1144-1145
- Šámal, P. a kol. Trestní zákoník : komentář, II. (§ 140–421), Praha : C.H. Beck, 2010
  - § 249 (Neoprávněné vydání cenného papíru), § 250 (Manipulace s kurzem investičních nástrojů), § 304 (Pytláctví), § 311 (Teroristický útok), § 312 (Teror), § 313 (Společné ustanovení), § 338 (Osvobození vězně), § 342 (Neoprávněné zaměstnávání cizinců), § 400 (Genocidium). § 401 ( Útok proti lidskosti), § 402 (Apartheid a diskriminace skupiny lidí), § 403 (Založení, podpora a propagace hnutí směřujícího k potlačení práv a svobod člověka), § 404 (Projev sympatií k hnutí směřujícímu k potlačení práv a svobod člověka), § 405 (Popírání, zpochybňování, schvalování a ospravedlňování genocidia), § 418 (Odpovědnost nadřízeného)
- Jelínek, J., Herczeg, J.: Zákon o trestní odpovědnosti právnických osob a řízení proti nim. Komentář s judikaturou. Praha : Leges, 2012, 2. vydání. Praha : Leges, 2013
  - část čtvrtá: Zvláštní ustanovení o řízení proti právnickým osobám, část pátá: Zvláštní ustanovení o právním styku s cizinou, část šestá: Účinnost.
- Jelínek, J. a kol. Trestní odpovědnost právnických osob – bilance a perspektivy. Praha : Leges, 2013
  - kapitola 20: Obviněná právnická osoba a její právo na obhajobu v trestním řízení.

### Učebnice a učební texty
- Novotný, O., Vanduchová, M., (Vokoun, R., Šámal, P.) a kol.: Trestní právo hmotné I. Obecná část. Praha : ASPI, Wolters Kluwer, 2007., 6., aktualizované vydání. Praha : Wolters Kluwer ČR, a. s., 2010.
  - Kapitola XI (v 5. vydání), IX (v 6. vydání): Subjektivní stránka
  - Kapitola XII: Účastenství
  - Kapitola XI (v 5. vydání), XIII (v 6. vydání): Souběh trestných činů
- Novotný, O., Vanduchová, M., Vokoun, R., Šámal, P. a kol. Trestní právo hmotné II. Zvláštní část. 5. vydání. Praha : ASPI, Wolters Kluwer, 2007, 6., aktualizované vydání. Praha : Wolters Kluwer ČR, a. s., 2010.
  - Kapitola II: Trestné činy proti svobodě a právům na ochranu osobnosti, soukromí a listovního tajemství
  - Kapitola XIII: Trestné činy proti lidskosti, proti míru a válečné trestné činy
- Jelínek, J. a kol.: Trestní právo procesní. 1. vydání. Praha: Leges 2010, 2. aktualizované a doplněné vydání. Praha: Leges 2012, 3. aktualizované a doplněné vydání. Praha: Leges 2013.
  - Kapitola XXI: Předběžné projednání obžaloby
  - Kapitola XXVI: Stížnost
- Vokoun, R., Novotný, O., Gřivna, T. Sbírka klausurních prací z trestního práva hmotného a procesního. 2. vydání. Praha : Wolters Kluwer, 2008, 3. vydání. Praha : Wolters Kluwer, 2011.
  - Klausurní práce č. 24: Kamarádi z mokré čtvrti, 25 Nákup bez placení, 26 Nechtěné těhotenství.

### Články v časopisech a recenzovaných sbornících
V profilu na webu Právnické fakulty je uveden jako autor 75 původních prací a prací v recenzovaných sbornících z let 2000–2014. Jde o texty v různých sbornících, vydávaných zejména univerzitami, a v časopisech Trestní právo, Bulletin advokacie, Mezinárodní politika, Právní rádce, Právní rozhledy, Právní fórum, Trestněprávní revue, Iuridica, Justičná revue, Právo: časopis pro právní teorii a praxi, Právník.
Od roku 2007 působil jako člen redakční rady časopisu Kriminalistika, od roku 2012 jako člen redakční rady časopisu Trestněprávní revue.
Rovněž uvádí 3 články v Hospodářských novinách z let 2000–2004 (Zavřené oči centrální banky, Arbitráž jsme prohrát museli, Jak chránit společnost před zvrhlíky) a jeden článek v Lidových novinách z roku 2006 (o novém trestním zákoníku).

## Ocenění
Rektor Univerzity Karlovy Ivan Wilhelm mu 17. února 2005 udělil Bolzanovu cenu za práci Svoboda projevu a její meze.